# Kella

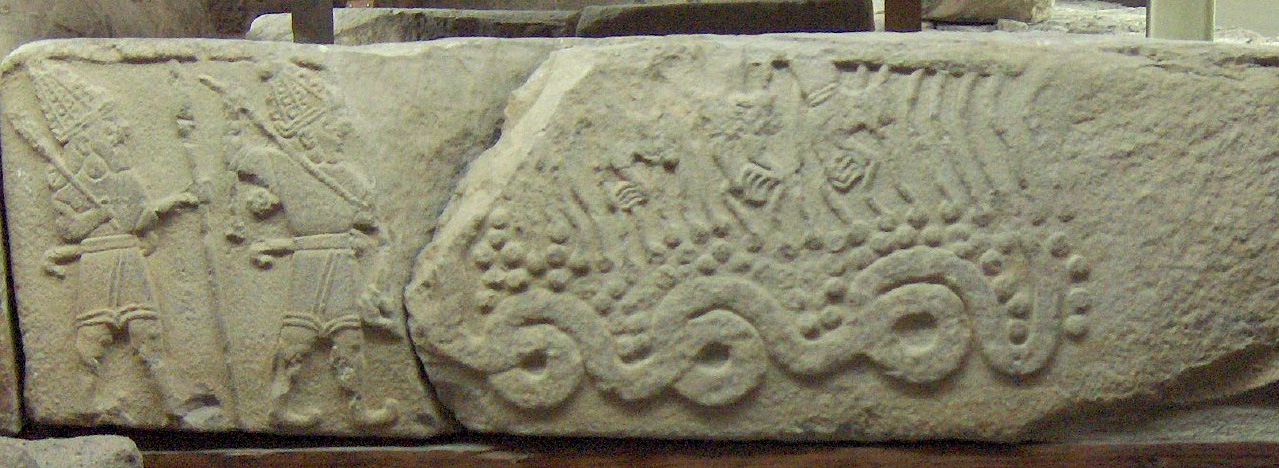
Illujankasz ábrázolása egy újhettita (melídi) homokkő domborművön az i. e. 9. század második feléből

Kella (vagy Kellasz, illetve Kellāš, ékírással 𒁹𒆠𒂖𒆷𒀸 mke/ki-el-l[a-aš(?)], vagy 𒁹𒆠𒅋𒆷𒀸 mke/ki-il[-la-aš], i. e. 13. század) valamelyik hettita Viharisten (Tarhuntasz, Teszub, Isztanu stb.) papja a szent városban, Nerikben.
Az Illujankasz-mítosz (CTH#321, a „A Viharisten és a kígyó”) két eltérő változatát jegyezte le, részben egy Pihaziti nevű szerző alapján. Az újév ünnepi szertartásaihoz, a purulijasz ünnephez készült a szöveg, a fesztivál során nyilvánosan felolvasták a szertartások közben. A bevezető mondatot töredékessége miatt többféleképpen lehetséges átírni és lefordítani.
- [U]MMA mkill[a LÚGUDU12?] ŠA dBÚR URUnerik nepišaš dI[M-aš? ... ] purulliyaš uttar[1]
- [U]M-MA mki-il-l[a _ (_) ] ⌐d¬BÚR URUne-ri-ik ne-pí-ša-aš dI[M-aš? ... ]× pu-ru-ul-li-ya-aš ut-tar[2]
- [ ... ] ŠA ⌐d¬BÚR URU⌐ne¬-r[i-ik] [ ... pu-ru-ul-l]i-aš ut-tar[3]

Hans Güterbock szerint: „Így szól Killa: Az égi Viharisten (fia), Nerik Viharistene a purulijaszhoz üzeni (a következőket)...”. Harry Hoffner szerint: „(Ez a szöveg) a purulijasz (...) az égi Viharistennek, egyetért Kellával, aki a neriki Viharisten (felkent papja)...”. Rieken és társai szerint: „(A következőkben) Killa, Nerik Viharistenének papja, az égi Viharisten purulijasz-szövegét (közli)...” A Hoffner-féle szövegváltozat egy bizonytalanul olvasott LÚ GUDU12 ŠA (𒇽𒅎𒊭) jelcsoportra alapoz, amelyben a LÚ embert, a GUDUx valamilyen papot, a ŠA pedig valamilyen hivatalnokot jelent.
Kella a szó klasszikus értelmében az első ismert mitográfus, azaz mítoszgyűjtő, hiszen egyszerre két változatot jegyzett le. A mítoszok több változatának egyidejű létezése máshol is létező gyakorlat, a mítoszok változékonyak, nincs egyszer és mindenkorra érvényes megfogalmazásuk.